# Svendborg
Svendborg és un municipi de Dinamarca de la regió de Dinamarca Meridional, al sud-est de Fiònia, estrenada de la reforma municipal de 2007. És el resultat de la concentració de les tres antigues comunes de Egebjerg, Gudme i Svendborg. Comptava 58.599 habitants l'any 2019, per a una superfície de 417 km².

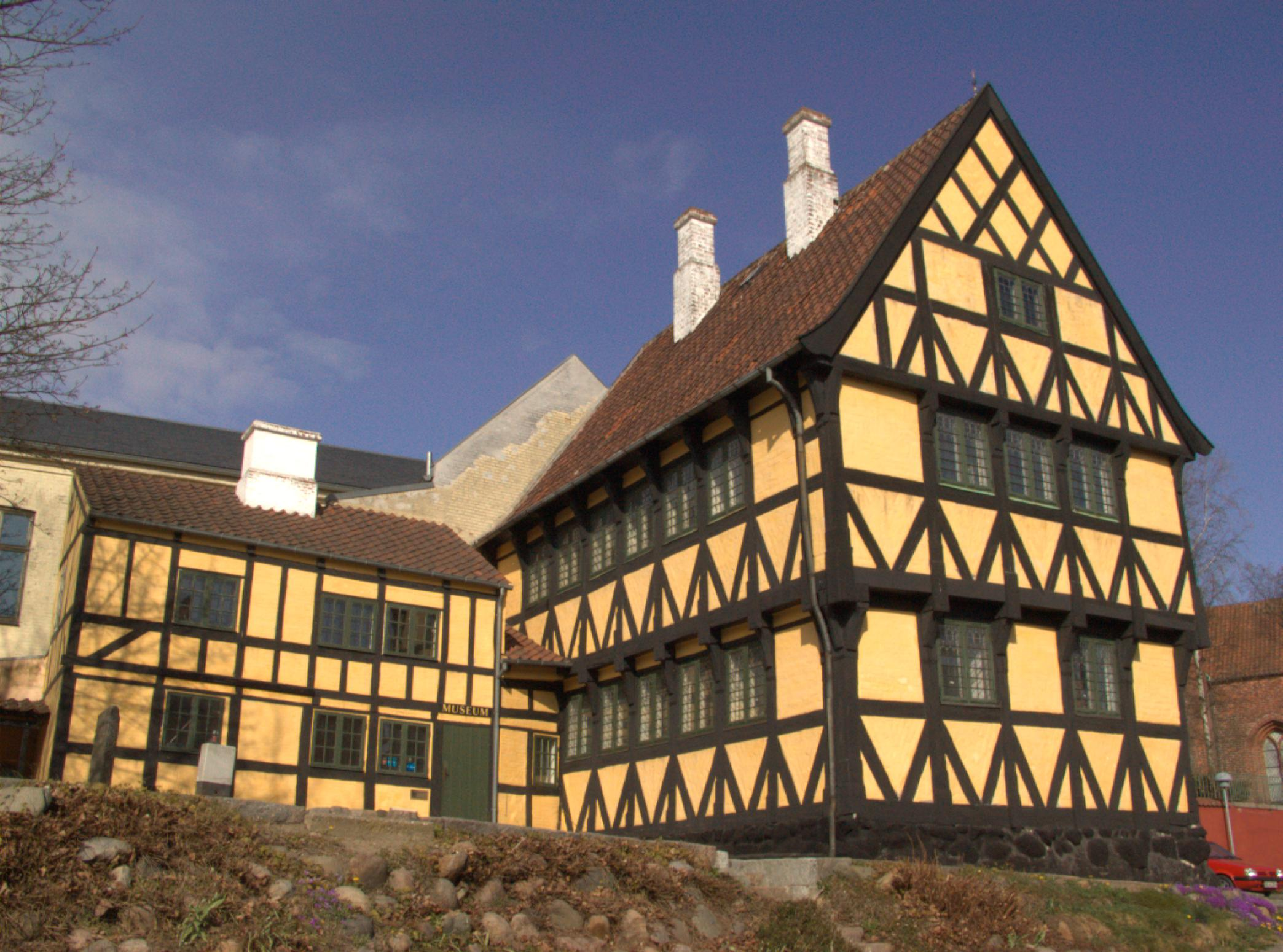
Anne Hvides Gaard, el museu de la ciutat

La ciutat de Svendborg es troba al nivell de l'estret que separa l'illa de Fiònia de la de Tåsinge que és travessada per un pont situat a l'oest de la ciutat. Amb 27.512 habitants (2003), és la segona localitat més gran de Fionia després d'Odense.
AP Møller-Mærsk, l'empresa danesa més gran i propietària principal de vaixells portacontenidors del món es va fundar aquí el 1904.
Bertolt Brecht s'hi va traslladar el 1933.

## Persones relacionades
- Nielsine Nielsen (1850 – 1916) la primera dona acadèmica i metgessa de Dinamarca
- Trine Bramsen (1981) política danesa i ministra del govern
- Bertolt Brecht (1898–1956), dramaturg i poeta alemany; va viure a Svendborg el 1933/1939.